# Бирута
Биру́та (лит. Birutė; умерла в 1382) — жена литовского князя Кейстута, мать великого князя литовского Витовта. О её жизни известно крайне мало. После смерти в Литве и особенно в Жемайтии сложился сильный культ Бируты.

## Свадьба
О её происхождении известно мало. Вероятно, родилась около Паланги в знатной жемайтской или куронской семье. 
Хроники Быховца отмечают, что Бирута была вайделоткой — жрицей, служащей балтским языческим богам и охраняющей священный огонь. 
По легенде, юный князь Кейстут встретил Бируту на берегу Балтийского моря и, очарованный её красотой, попросил её руки, однако получил отказ, так как девушка дала обет безбрачия. Неудовлетворённый этим, Кейстут похитил Бируту и отвёз в свою столицу Троки, где устроил пышную свадьбу. Свадьба состоялась после смерти великого князя Гедимина, не ранее 1342 года.
Витовт, четвёртый сын этой пары, родился около 1350 года, что даёт некоторые основания полагать, что свадьба состоялась в 1338 году или несколько ранее.

## Смерть
Обстоятельства смерти Бируты не вполне ясны. В 1381—1382 годах Кейстут вёл войну против своего племянника Ягайлы, который стал великим князем литовским и подписал направленный против Кейстута договор с Тевтонским орденом. Заманив Кейстута в свой лагерь, Ягайло схватил его и заключил в Кревском замке. Вскоре Кейстут был найден мёртвым, однако существуют свидетельства в пользу того, что он был убит. Из одного единственного источника тевтонского происхождения известно, что после бегства Витовта Бирута, находившаяся в это время в Бересте, была обвинена в организации побега и утоплена в реке. Тем не менее, спустя 35 лет жемайтская делегация на Констанцском соборе отрицала убийство Бируты. По легенде, Бирута вернулась в своё святилище и продолжала служить богам до самой смерти около 1389 года. Похоронена она была якобы на вершине названного в её честь холма в Паланге.

## Культ
После её смерти в Литве и особенно в Жемайтии развился сильный культ Бируты. Среди местных жителей она почиталась как богиня или языческий аналог святой. В 1989 году на вершине холма Бируты археологами были найдены свидетельства существования на этом месте в конце XIV — начале XV веков святилища и обсерватории. Чтобы отвратить население от поклонения языческим богам и Бируте на этом месте в 1506 году была построена часовня святого Георгия. В 1898 году часовня была перестроена и сохранилась по сей день.

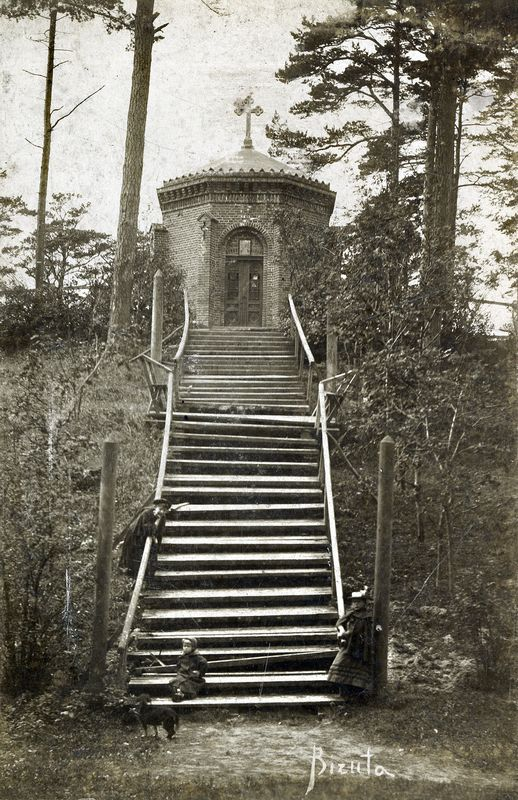
Часовня на холме Бируты, конец XIX века
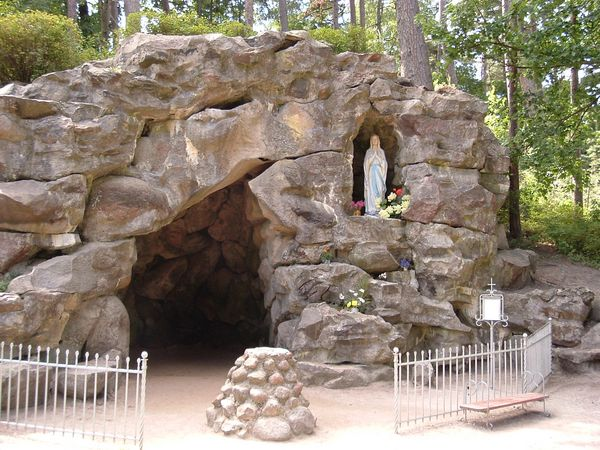
Грот на холме Бируты, 2004
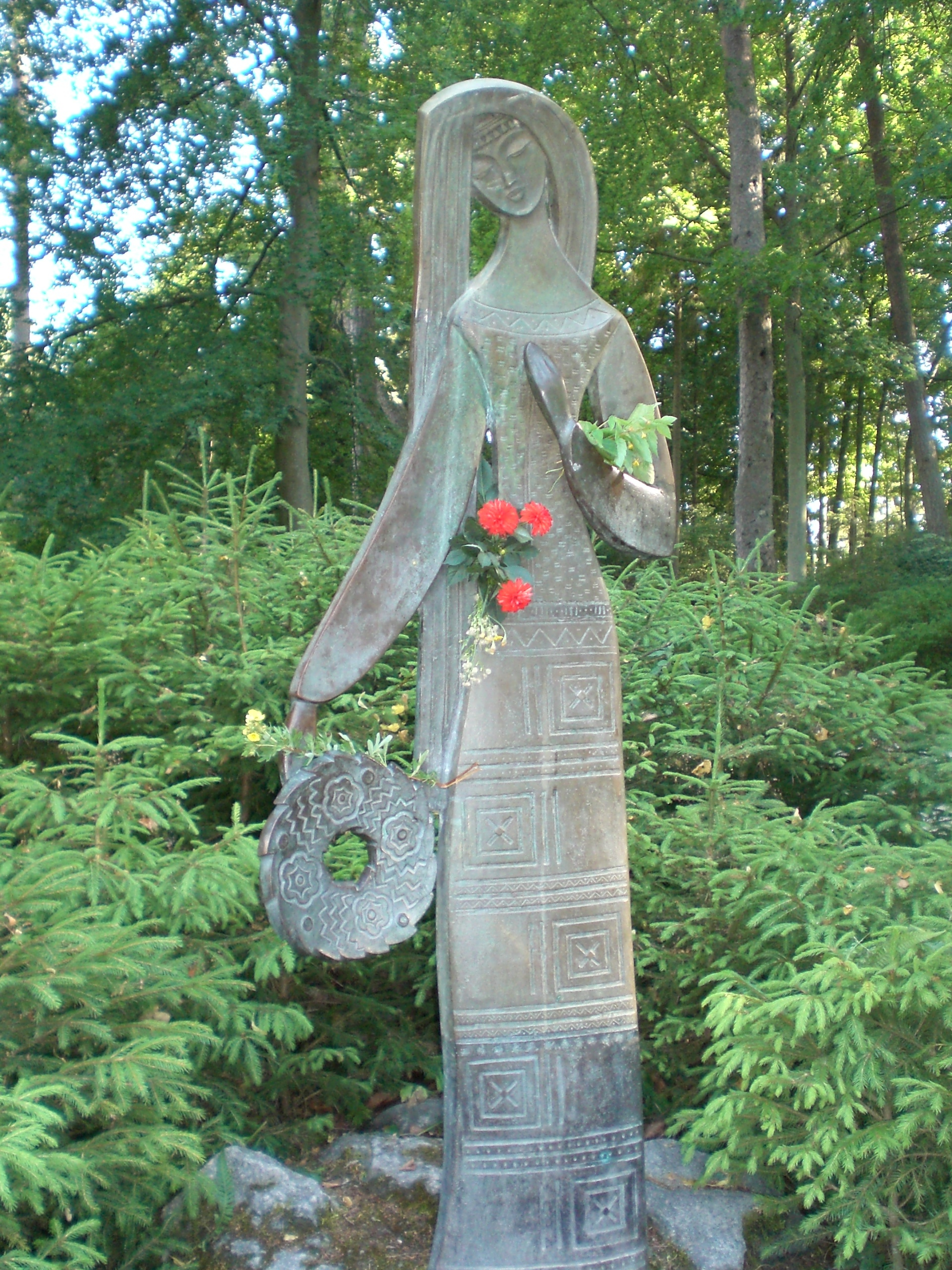
Скульптура «Тебе, Бирута» на холме Бируты, 2006

## Дети
Генеалогия Гедиминовичей доподлинно неизвестна. По наиболее принятому мнению, Бирута была единственной женой Кейстута. Согласно польскому исследователю Я. Тендовскому, у Бируты и Кейстута было девять детей, 5 сыновей и 4 дочери:
- Войдат (в крещении ─ Иван)
- Бутовт (в крещении — Генрих);
- Витовт (в крещении ─ Александр);
- Жигимонт;
- Товтивил (Конрад);
- Микловса (в крещении ─ Мария);
- Данута (в крещении — Анна);
- Римгайла (в крещении — Елизавета);
- имя дочери неизвестно.